# لیبرالیسم مشروطه‌ای
لیبرالیسم مشروطه‌ای (به انگلیسی: constitutional liberalism)، نوعی از حکومت است که از اصول لیبرالیزم کلاسیک و حاکمیت قانون حمایت می‌کند. لیبرالیزم مشروطه متفاوت از لیبرال دموکراسی است؛ زیرا در آن از چگونگی انتخاب حکومت بحث نمی‌شود.
فرید زکریا ژورنالیست و پژوهشگر توضیح می‌دهد که لیبرالیزم مشروطه از اهداف حکومت بحث می‌کند. این مسئله به سنتی در عمق تاریخ غرب بر می‌گردد که در پی محافظت از خودمختاری و عزت فرد در برابر اجبار، از سوی هر منبع چون دولت، کلیسا یا جامعه می‌باشد. در یک حکومت لیبرال مبتنی بر قانون اساسی، بازار لیبرال مطابق به قانون اساسی تنظیم و محافظت می‌شود و تجارت آزاد است ولی کاملاً بدون قید و شرط هم نیست.
در طول تاریخ، دموکراسی در سراسر جهان رواج بیشتری یافته‌است. ولی در ۱۳ سال اخیر دموکراسی رو به افول و انحطاط بوده‌است. خانه آزادی گزارش داد که در سال ۲۰۱۸ میلادی، ۱۱۶ دموکراسی انتخاباتی در دنیا وجود داشته‌است. بسیاری از این کشورها در تطابق با قانون اساسی، لیبرال نیستند و می‌توان آن‌ها را به عنوان دموکراسی‌های غیرلیبرال توصیف نمود. لیبرالیزم مشروطه با مشروطه خواهی لیبرال متفاوت است. در حالی که اولی ارزش‌های حاکمیت شخصی را در سطح مشروطه حفظ می‌کند، دومی آزادی را برای تأکید بر ارزش‌های خود در قانون اساسی حفظ می‌کند.